# サンティネル
『サンティネル』（原題：Sentinelle）は、2021年のフランスのアクションスリラー映画。監督はジュリアン・ルクレルク、脚本はジュリアン・ルクレルクとマシュー・セルボーで、オルガ・キュリレンコ、マリリン・リマ、ミシェル・ナボコフが出演した。

## あらすじ
クララはフランス陸軍の通訳として、シリアに従軍するも、そこで戦争が生み出す狂気を目の当たりにして、PTSDとなってしまう。その後、サンティネル作戦の一環としてニースへと帰還することになる。そこで、母親と妹のタニアと一緒に、クララは自分自身を再建しようとする。しかし、ある晩、ナイトクラブに行った後、タニアがビーチで半死状態で発見される。彼女はレイプされ殴打されていた。その後、クララは犯人を見つけて妹の復讐をするためにあらゆることをする。
この容赦ない狩りは、フランスのリビエラの強力なロシアのオリガルヒの息子であるイヴァン・カドニコフの足跡をたどることになる。

## キャスト
- クララ - オルガ・キュリレンコ：フランス陸軍の曹長。33歳。
- タニア - マリリン・リマ
- レオニド・カドニコフ - ミシェル・ナボコフ：IT長者。ロシア人。
- マーティン・スワビー
- ミラー警部 - キャロル・ウェイヤーズ
- イヴァン・カドニコフ - アンドレイ・ゴレンコ
- ガブリエル・アルマー
- ブレイズ・アフォンソ
- ギヨーム・デュヘスメ - 中佐
- オーレリアン - ミシェル・ビール
- ジュリアン・デ・バッカー
- イドリス・イブラギモフ
- TemerlanIdigov - Idigov
- アントニア・マリノワ